# Escuintla megye
Escuintla Guatemala egyik megyéje. Az ország déli részén terül el. Székhelye Escuintla.

## Földrajz
Az ország déli részén elterülő megye nyugaton és északnyugaton Suchitepéquez, északon Chimaltenango és Sacatepéquez, északkeleten Guatemala, keleten Santa Rosa megyékkel, délen pedig a Csendes-óceánnal határos. Területén található a Pacaya, Chimaltenango és Sacatepéquez megyékkel alkotott hármashatárán pedig a Fuego nevű aktív tűzhányó.

## Népesség
Ahogy egész Guatemalában, a népesség növekedése Escuintla megyében is gyors. A változásokat szemlélteti az alábbi táblázat:
| Év             | Lakosság |
| -------------- | -------- |
| 1981           | 334 666  |
| 1994           | 386 534  |
| 2002           | 538 746  |
| 2014 (becsült) | 746 309  |

### Nyelvek
2011-ben a lakosság 0,2%-a beszélte a mam, 2,2%-a a kicse, 0,1%-a a kekcsi és 2,7%-a a kakcsikel nyelvet.

## Képek

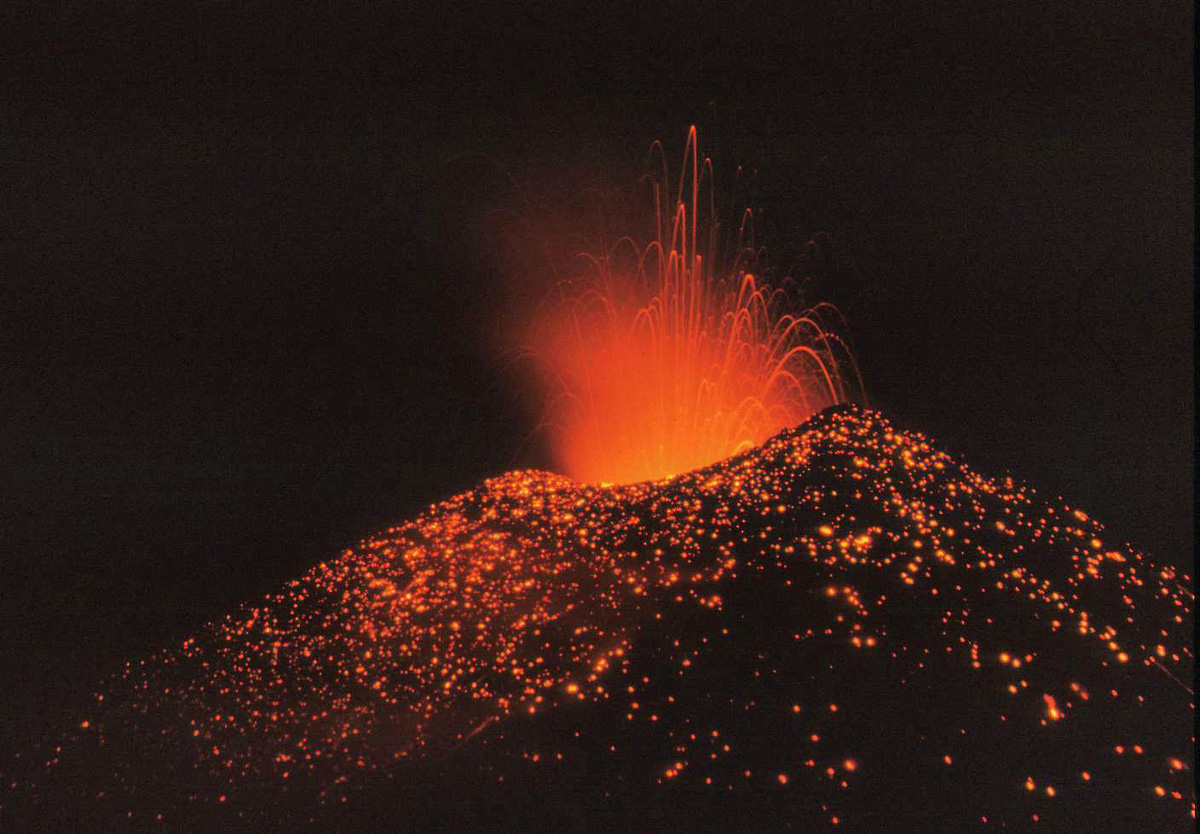
A Pacaya vulkán
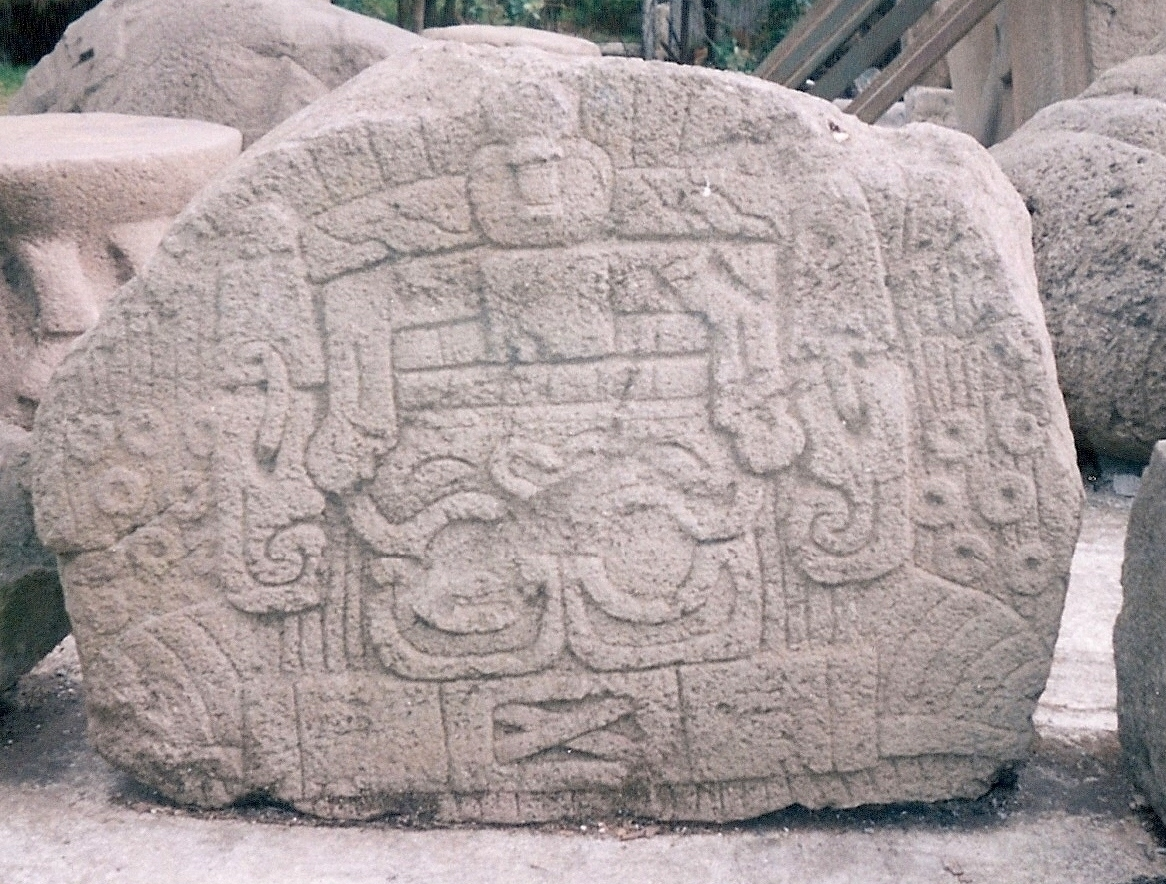
Részlet az El Baúl régészeti lelőhelyről
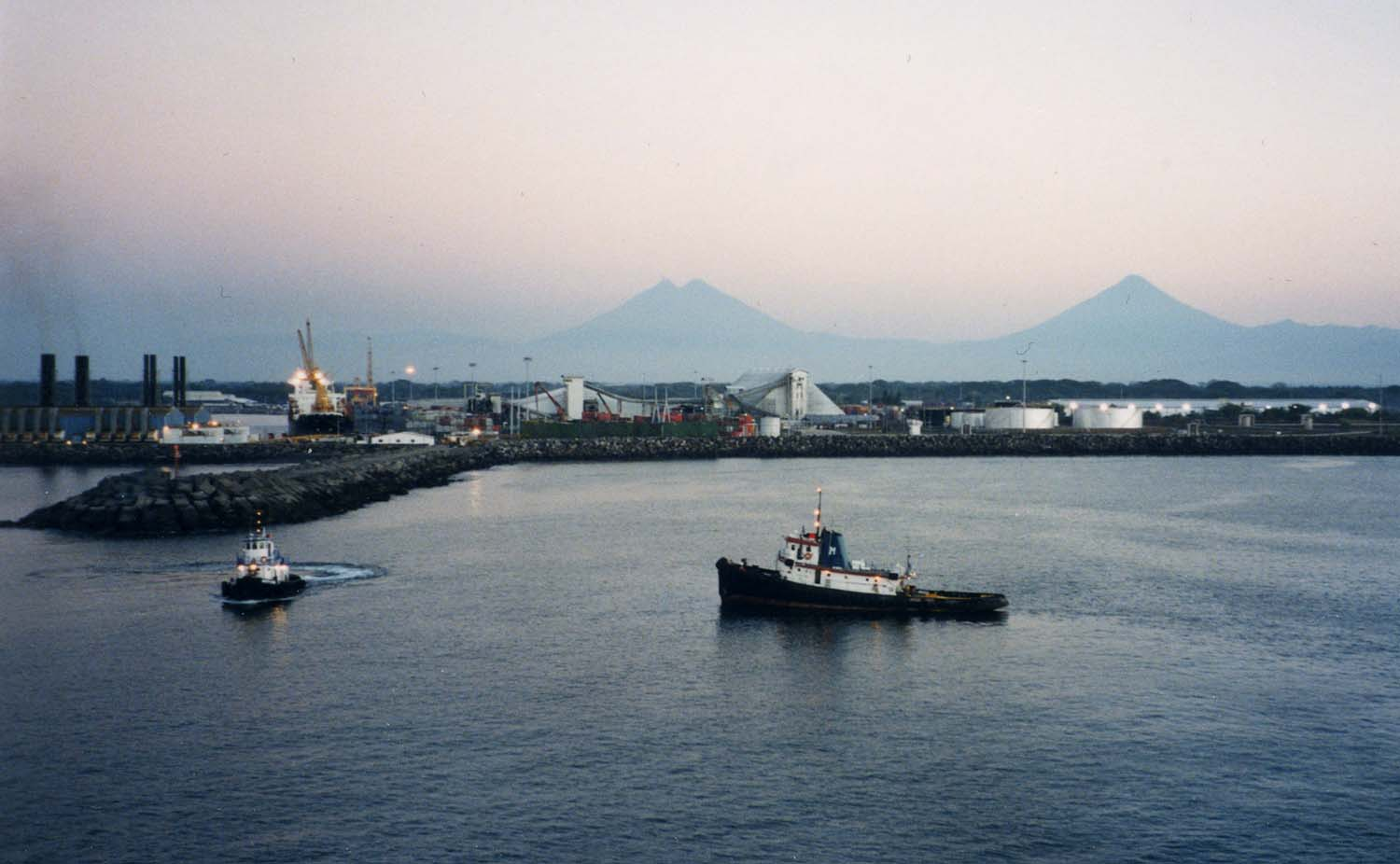
Puerto Quetzal
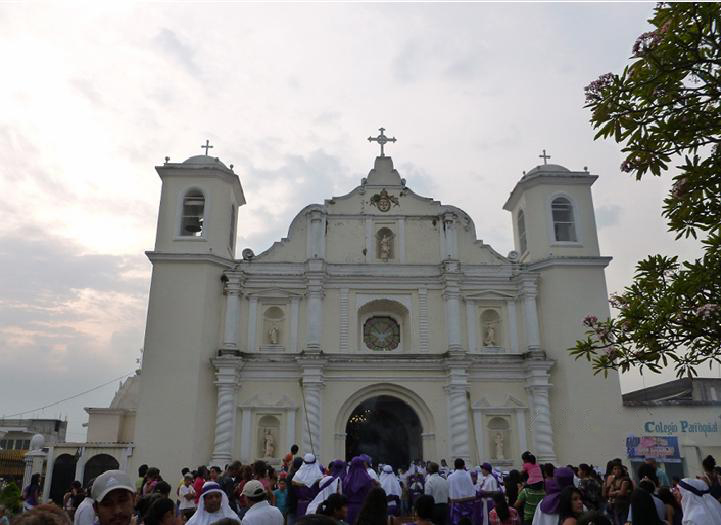
A Santa Lucia Cotzumalguapa-i templom